# Marcinkowo Dolne (przystanek kolejowy)
Marcinkowo Dolne – nieczynny wąskotorowy przystanek kolejowy w Marcinkowie Dolnym, w województwie kujawsko-pomorskim.